# Thaumetopoea abyssinia
Thaumetopoea abyssinia is een processievlinder uit de familie van de tandvlinders (Notodontidae). De wetenschappelijke naam van de soort is voor het eerst geldig gepubliceerd in 1911 door Strand.